# Socjalistyczna Republika Macedonii
Socjalistyczna Republika Macedonii (mac. Социјалистичка Република Македонија) – jedna z sześciu republik wchodzących w skład Socjalistycznej Federalnej Republiki Jugosławii. Stolica mieściła się w Skopje.
Utworzona 2 sierpnia 1944 jako Demokratyczna Federacyjna Macedonia. 31 stycznia 1946 weszła w skład Jugosławii, zmieniając nazwę na Ludowa Republika Macedonii. W latach 1963–1991 jej oficjalna nazwa brzmiała Socjalistyczna Republika Macedonii. 7 czerwca 1991 na krótko przemianowano ją na Republikę Macedonii, po czym 8 września 1991 w wyniku referendum ogłosiła niepodległość jako Macedonia (Republika Macedonii).

## Lista premierów
- Lazar Koliševski (1945–1953)
- Ljupčo Arsov (1953–1960)
- Aleksandar Grličkov (1960–1965)
- Nikola Minčev (1965–1968)
- Ksente Bogoev (1968–1974)
- Blagoja Popov (1974–1982)
- Dragoljub Stavrev (1982–1986)
- Gligorije Gogovski (1986–1991)